# La Renégate
Pour plus de détails, voir Fiche technique et Distribution.
La Renégate est un film français réalisé par Jacques Séverac et sorti en 1948.

## Synopsis
Conchita a épousé le caïd Tahamar qui la trompe sur sa « race ». Elle a dû quitter son amour, Jean Costa, qui est prisonnier de Tahamar. Elle décide de fuir avec Jean.

## Fiche technique
- Réalisation : Jacques Séverac, assisté de Gilles de Turenne
- Scénario : Paul Achard et Jacques Séverac
- Décors : Maurice Bernard
- Photographie : Pierre Levent
- Montage :  Monique Lacombe
- Son : Lucien Lacharmoise
- Musique : Alain Romans
- Production :  Athena Film, Les Films Monceau
- Producteur : Jean A. Turenne
- Pays :  France
- Format :  Noir et blanc - 1,37:1 - 35 mm - Son mono
- Genre : Film dramatique
- Durée : 86 minutes
- Date de sortie : 
  - France - 9 avril 1948

## Distribution
- Louise Carletti : Conchita, la renégate
- Maurice Escande : Le caïd Tahmar
- Édouard Delmont : Tio Lopez
- Pierre Larquey : Ricardo
- Yves Vincent : Jean Costa
- Guy Rapp : Le trafiquant
- Marcelle Géniat : La sorcière, sa femme
- Valéry Inkijinoff : Moktar
- Habib Benglia : Youssef
- Robert Moncade : Sauval